# Поплітник садовий
Поплі́тник садовий (Cantorchilus modestus) — вид горобцеподібних птахів родини воловоочкових (Troglodytidae). Мешкає в Мексиці і Центральній Америці. Раніше вважався конспецифічним зі східним і панамським поплітниками.

## Опис

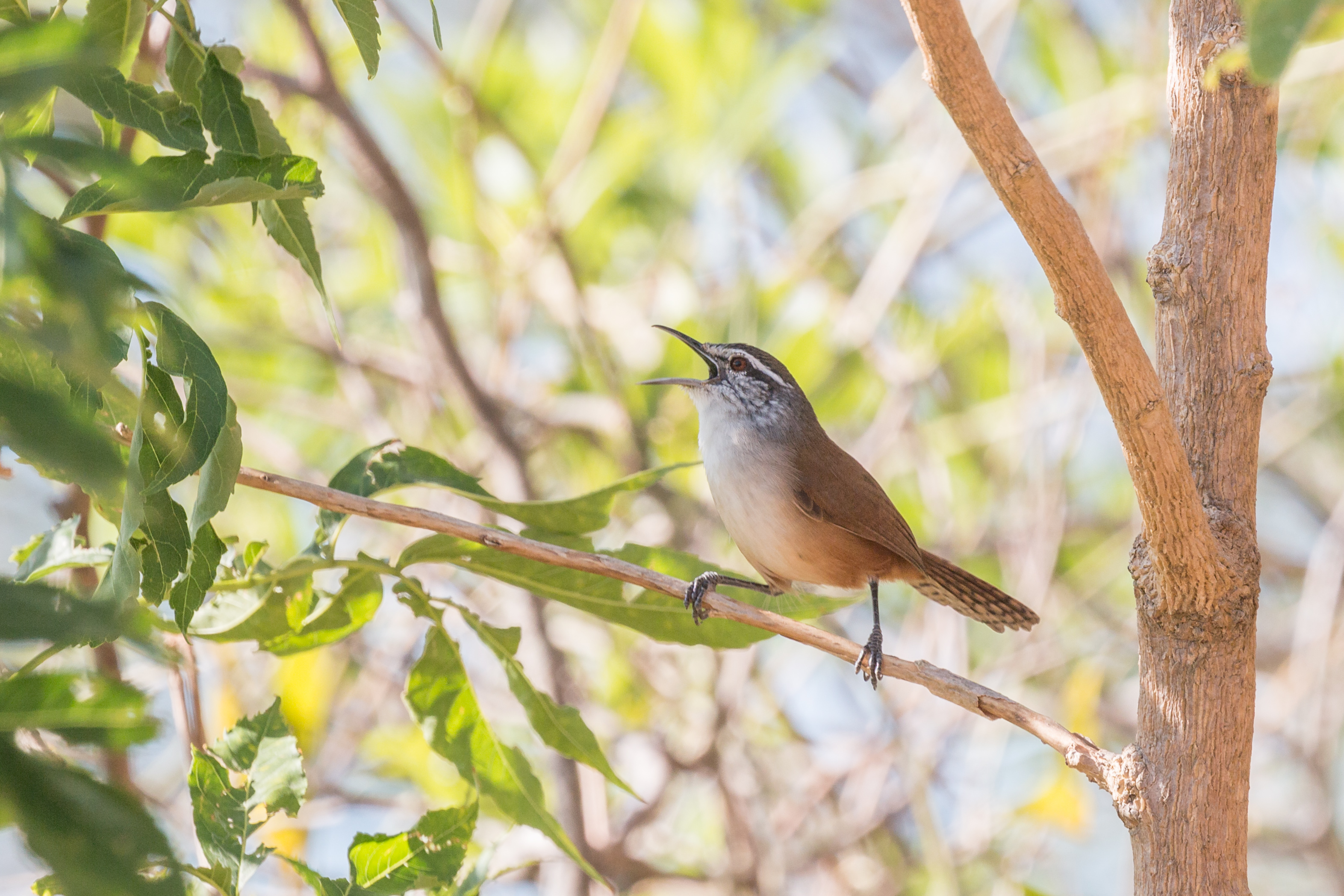
Садовий поплітник

Довжина птаха становить 12,5-14 см, самці важать 19,7 г, самиці 17,9 г. Верхня частина голови темно-сіро-коричнева, спина рудувато-коричнева, надхвістя охристо-руде. Махові пера коричневі, легко поцятковані темними смужками, хвіст рудувато-коричневий, поцяткований темними смужками. Над очима білі "брови", за очима сірувато-коричневі смуги, щоки пістряві, легко поцятковані сірувато-коричневими і сірувато-білими плямками. Горло біле, груди блідо-сірувато-охристі, живіт охристо-білий, боки і гузка яскраво-оранжево-коричневі. Очі світло-червонувато-карі, дзьоб зверху темно-коричневий, знизу блідо-сизий, лапи сизі. 
Представники північних популяцій мають більш темне забарвлення, спина у них менш руда. У молодих птахів очі темно-карі, дзьоб тілесного кольору. Садові поплітники є меншими за східних поплітників, і мають більш яскраве забарвлення. Панамські попліьники є більш тьмяними і блідими, ніж садові поплітники, дзьоб у них довший, а хвіст коротший.

## Поширення і екологія
Садові поплітники поширені від південної Мексики (Оахака, Чіапас) через Гватемалу, Беліз, Сальвадор, Гондурас і Нікарагуа до західної Коста-Рики. Вони живуть в сухих і вологих тропічних лісах, на узліссях і плантаціях, в садах. Зустрічаються парами, на висоті до 2000 м над рівнем моря. Живляться переважно комахами і павуками, яких шукають в нижньому ярусі лісу, рідше в кронах дерев. Сезон розмноження в Коста-Риці триває у серпні-вересні. Гніздо кулеподібне з бічним входом, робиться з трави і рослинних волокон, встелюється м'якою рослинністю, розміщується в густому підліску, на висоті від 0,5 до 3 м над землею. В кладці 2, іноді 3 білих яйця. Інкубаційний період триває 13 днів, насиджують лише самиці. Пташенята покидають гніздо через 14 днів після вилуплення.